# Coelotrachelus burgosi
Coelotrachelus burgosi är en skalbaggsart som beskrevs av Deloya och Mccarty 1992. Coelotrachelus burgosi ingår i släktet Coelotrachelus och familjen Aphodiidae. Inga underarter finns listade i Catalogue of Life.